# Johann von Soro

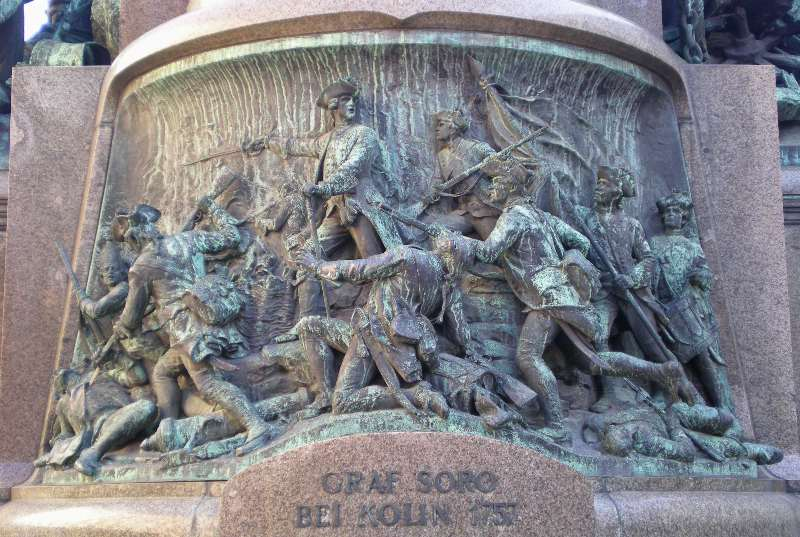
Graf Soro bei Kolín 1757, Relief am Deutschmeister-Denkmal

Johann von Soro (alternative Schreibweise: Johann von Saurau, * 1730 in Buda, Habsburgermonarchie; † 15. Februar 1809 in Lugosch, Kaisertum Österreich) war Feldzeugmeister, Träger des Maria-Theresien-Ritterordens und Kommandierender General des Temescher Banats.

## Leben und Wirken
Sein Vater Johann Sebastian von Soro hatte im österreichischen Erbfolgekrieg ein italienisches Freikorps aufgestellt. Der Sohn begann seine militärische Laufbahn im Freikorps des Vaters.

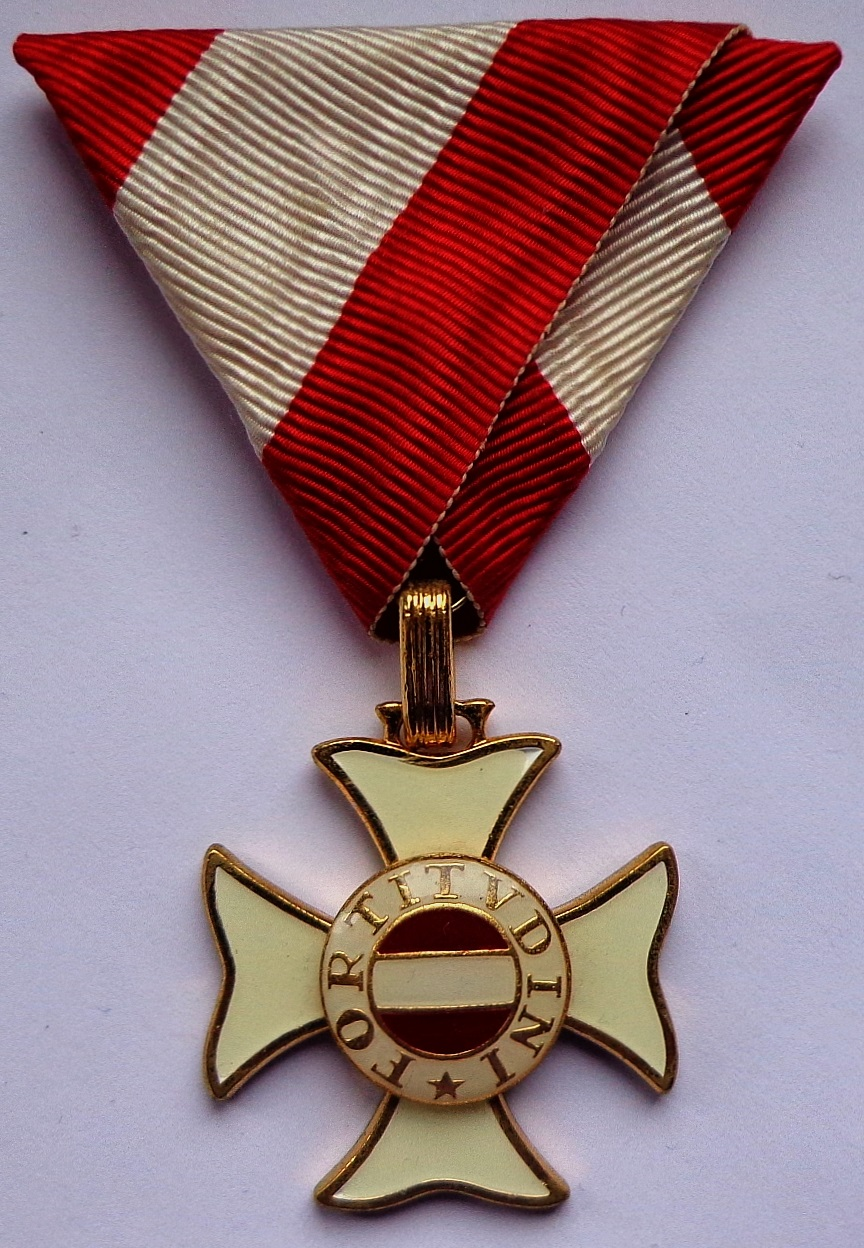
Ritterkreuz des Militär-Maria-Theresien-Ordens

Johann von Soro rückte 1756 im Infanterieregiment Deutschmeister zum Major auf. Am 18. Juni kommandierte er bei Kolín ein Grenadierbataillon, wurde auf dem Schlachtfeld zum Oberstleutnant befördert und erhielt am 23. April 1758 im Armeehauptquartier zu Skalitz von Feldmarschall Daun das Ritterkreuz des Maria-Theresien-Ordens.
Nachdem er auf dem Schlachtfeld sein Bein verlor und zu Kriegsdiensten untauglich war, wurde er Festungskommandant von Temeswar. Diese Funktion führte er von 1767 bis 1791 aus. Von 1784 bis 1788 war er interimistischer und von 1788 bis 1805 wirklicher Kommandierender General im Temescher Banat. Am 10. Februar 1797 wurde er in den ungarischen Adelsstand erhoben.
Im Temescher Banat war er bei der Landeseinrichtung und im Türkenkrieg tätig. 1805 ging er in Pension, zog mit seiner Frau Anastasia nach Lugosch, wo er erhebliche Besitztümer hatte. Von Soro starb am 15. Februar 1809. Er wurde von dem Csanáder Dompropst Johann Ignaz Ekler unter dem Hauptaltar der Lugoscher Minoritenkirche beigesetzt.